# Русаков, Василий Михайлович
Васи́лий Миха́йлович Русако́в (1818, Муром, Владимирская губерния — 15 (27) октября 1891, Муром, Российская империя) — российский государственный и общественный деятель, городской голова города Мурома (1888—1891); купец первой гильдии, потомственный почётный гражданин.

## Биография
Родился в 1818 году в мещанской семье, получил домашнее образование.
В 1832 году начал работать писцом в муромском городском магистрате, а в 1834 году назначен архивариусом. В 1835 году стал повытчиком гражданских и уголовных дел, позднее приходо-расходчиком, а чуть позже — маклером по городу Мурому. В 1837 году исполнял обязанности секретаря городского магистрата, а в 1838 году был утвержден казначеем муромского попечительного комитета о тюрьмах.
В 1854 году был утвержден директором муромского тюремного отделения, а 9 августа 1856 года ему было объявлено «Всемилостивейшее благоволение за успешные труды сего учреждения».
В начале 1850-х годов записался в муромское купечество. В 1863 году являлся депутатом комиссии по созданию муромского общества взаимного страхования. В 1865 году по выбору местных землевладельцев был избран гласным (депутатом) муромского уездного земского собрания.
В 1867 году числился муромским купцом второй гильдии. Проживал в 19 квартале, рядом с детским приютом (район современного Окского парка). В Муромском уезде ему принадлежало 40 десятин (43,5 гектара) незаселенной земли.
С 1888 по 1891 год был на выборной должности муромского городского головы и числился купцом первой гильдии.
Скончался 15 октября 1891 года. Похоронен на кладбище Спасо-Преображенского монастыря.

## Семья
- Жена — Федосья Гавриловна (или Григорьевна, в девичестве Федоровская[4]; 1825-28.10.1878), в браке с 1841 года, похоронена с супругом на кладбище Спасского монастыря
  - Сын — Сергей Васильевич Русаков (1862—1912), известный муромский нотариус; был женат на купчихе Любови Ефимовне Шестаковой. Их дом сохранился и известен ныне как здание типографии на улице Л. Толстого (№ 27) В нём провел детские годы внук В. М. Русакова — Василий Сергеевич (1889—1923), окончивший Офицерскую школу воздухоплавания и в годы первой мировой войны служивший военным летчиком. За храбрость и мужество его наградили высшей воинской наградой — Георгиевским крестом.
  - Дочь — Елизавета Васильевна (1842-13.9.1910), девица, похоронена с матерью и отцом на кладбище Спасского монастыря.
  - Дочери — Ольга, Неонила, Надежда и Любовь

## Награды
- В 1849 году «Всемилостивейше награждён за усердную службу серебряной медалью на Аннинской ленте для ношения на шее».
- 30 августа 1858 года серебряная медаль на Владимирской ленте для ношения на шее — «за усердную службу».